# Malmö Teater

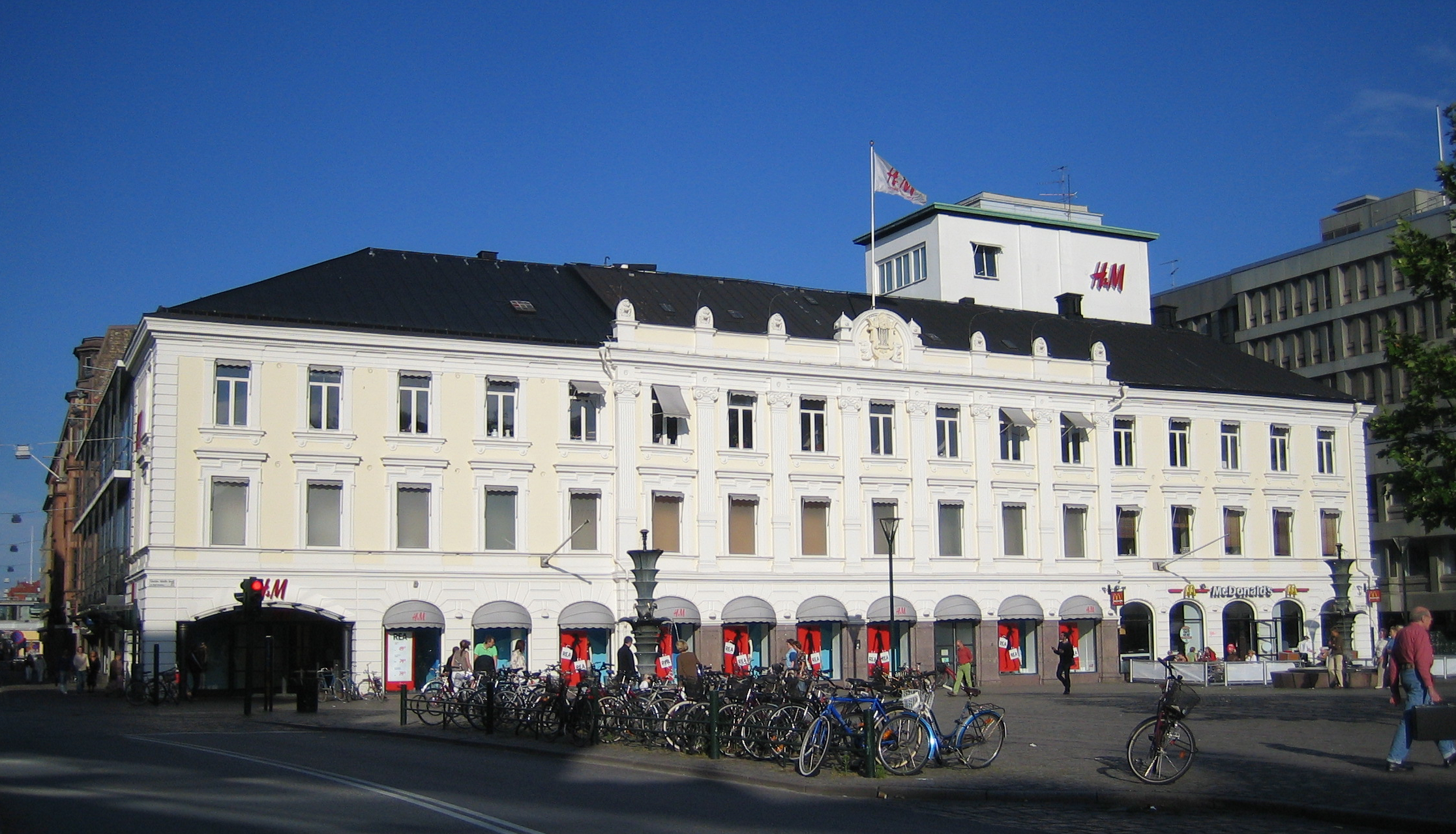
Malmö Teater hade sin huvudingång i denna byggnads vänstra del. Nuvarande fasad är från 1882.

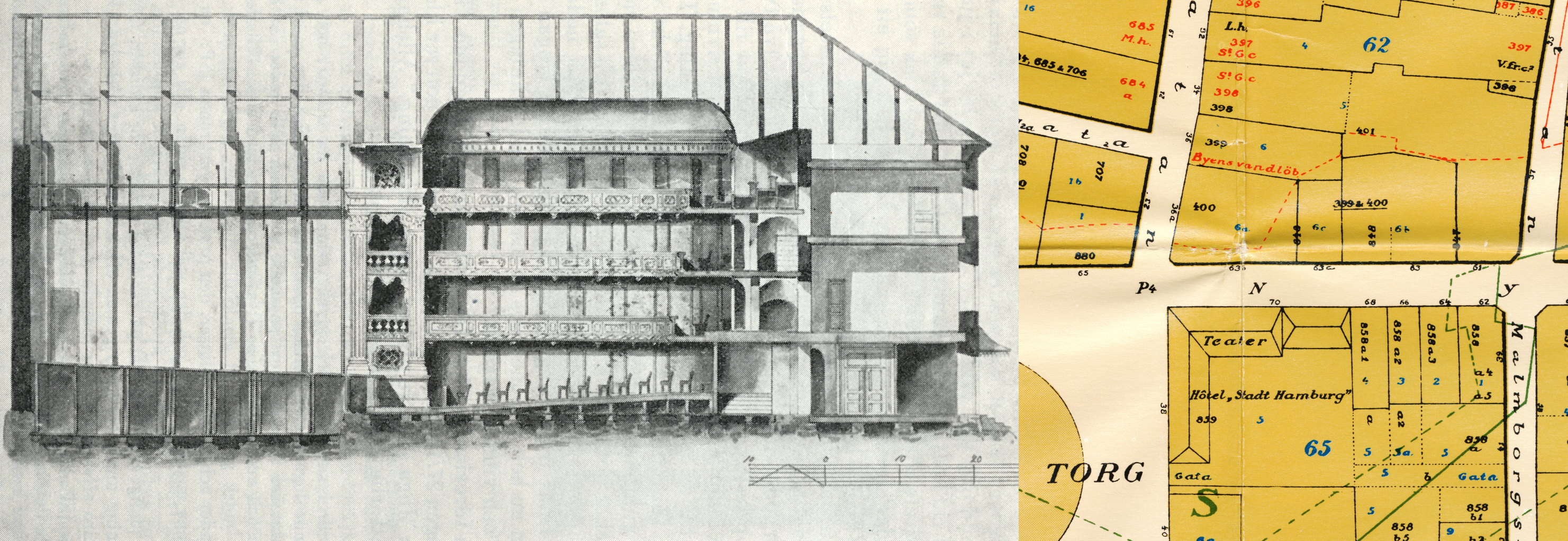
Ritning och karta, båda från 1800-talet, över Malmö teater.

Malmö Teater eller Malmö Theater, officiellt Kongl. Priwilegierade Theatern i Malmö, var Malmös första teater, verksam mellan 1809 och 1938. Byggnaden låg utmed Stora Nygatan med ingång vid hörnet mot Gustav Adolfs torg.  

## Historia

### Bakgrund
Även om det antyds i Malmö räkenskaper att det funnits teatersällskap i staden tidigare är den första kända professionella, tillresande teatergruppen i staden noterad 1691. Ett tyskt teatersällskap uppträdde här 1720 efter att först ha besökt Köpenhamn. Här omtalas för första gången att man använt sig av den stora Knutssalen på Malmö rådhus. Denna sal skulle sedan bli den lokal som resande teatergrupper kom att använd sig av. Efter denna tid finns belägg för att staden ofta gästades av teatergrupper. 
Det första professionella inhemska teaterföretaget var ”Kongliga Svenska Skådeplatsen”, grundad 1735, som hade sina lokaler i Stora Bollhuset i Stockholm. Snart drygade man ut ekonomin genom att sända ut grupper till olika städer. 1754 uppträdde en grupp för en planerad månad i Knutssalen och uppförde här ”Comedier och Lindantzer”. Dock var Malmöbornas intresse svalt och endast en föreställning gavs.
1795 ansåg Knutsgillet i Malmö att deras sal var ”alt för wärdigt till så simpelt bruk”. I stället fick resande teatersällskap hålla till i en gård g:a nr 416 belägen mellan Norra Vallgatan och Västergatan och ut till Gråbrödersgatan i väster. I gårdens norra länga inrättades ”Commediaehuset”. Snart flyttade man lokalen till det s.k. Berghska huset vid Stortorget där teater framfördes 1798–1799. 

### Grundande
1801 kunde man inviga en ny permanent teaterlokal vid Grynbodgatan, g:a nr 741. Teaterhuset var uppfört samma år. Det var ”ett tarfligt hus, hvars långsida låg utmed Grynbodgatan”. För att inte trafikstockning skulle uppstå vid ekipages av- och pålämnande anmodades de körande framkomma från Ostindiefararegatan ”och bifwa i den ordning de ankomma, hållande uti en rad bakom stora ingångsporten å Comedie huset”.
Behovet av en värdig teaterlokal växte sig emellertid snart stark. Pådrivande för byggandet av ett nytt teaterhus var den dåvarande borgmästaren i Malmö, Carl Magnus Nordlindh. Syftet var att göra Malmö mer representativt och lämpat till att bli Sveriges andra huvudstad, i enlighet med de planer Nordlindh hade fått ta del av när Gustav IV Adolf bodde med sin familj i hans hus under 1806–1807. Ritningar till nybygget uppgjordes av hovkonduktören Anders Sundström. Byggnationerna påbörjades 1807, och slutfördes två år senare. Teatern hade två rader med plats för ca. 500 åskådare. 

### Verksamhet
Den första föreställningen i den nya byggnaden, den "Kongl. Priwilegierade Teater i Malmö", spelades den 16 oktober 1809. ”Svenska Komiska Teatertruppen under Brulo och Ambrosiani” gav ”En för tillfället författad Prolog med Sång och Balletter af herr Ballettmästaren Brulo" samt dramat Ägtenskabs-Skillnaden”.
Malmö Teater hade ingen fast teaterensemble, utan gästades regelbundet av olika kringresande teatersällskap. Det första som uppträdde där var Svenska Komiska Teatern från Stockholm. Bland dess uppmärksammade gästartister fanns Jenny Lind, som uppträdde där 1840, den världsberömde norske violinisten Ole Bull 4 november 1875 där behållningen gick till familjerna i Malmö till offren efter ångfärjan "L. I. Bager"s brand, den danske balettdansören August Bournonville, Sarah Bernhardt, som gjorde ett gästspel 1883, och August Strindbergs Försöksteater 1889. Flera av sällskapen återkom år från år: Erik Wilhelm Djurströms sällskap återkom mellan åren 1817–1838, Hjalmar Selanders stående teatersällskap gjorde Malmö Teater till en av sina fasta scener åren 1891–1896, i början av 1900-talet dominerade Albert Ranfts sällskap på scen. Mellan 1921 och 1938 uppträdde Helsingborgs Stadsteater, Riksteatern och Göteborgs Stadsteater nästan varje år. 
Sveriges första boxningsmatch hölls på teatern år 1893. 
Malmö Teater var verksam fram till 1938.
Nuvarande fasad mot Gustav Adolfs torg kom till 1882, vid ombyggnation efter en brand. Teaterdelen revs då fastigheten gjordes om till butikslokaler 1961.